# 2168 Swope
2168 Swope este un asteroid din centura principală, descoperit pe 14 septembrie 1955 de Goethe Link Obs..